# Joseph Tan Yanquan
Joseph Tan Yanquan (chiń. 譚燕全; ur. w 1962) – chiński duchowny katolicki, arcybiskup metropolita Nanning od 2007.

## Życiorys
Wybrany biskupem koadiutorem biskupa Josepha Meng Ziwen. Sakrę biskupią przyjął z mandatem papieskim 21 stycznia 2003. W 2007 został arcybiskupem metropolitą Nanning.